# Chalara constricta
Chalara constricta är en svampart som beskrevs av Nag Raj & W.B. Kendr. 1976. Chalara constricta ingår i släktet Chalara, divisionen sporsäcksvampar och riket svampar.   Inga underarter finns listade i Catalogue of Life.